# 民眾法庭
民眾法庭（dikasteria）是古希臘城邦雅典的民主政制的其中一個司法機構，法庭的職責是接受公民就執政官的判決所作的上訴，是克利斯提尼改革中擔當十分重要的司法角色。

## 組成
民眾法庭的前身是heliaia，是梭倫在公元前六世紀所創立的法庭，其陪審員的選取不同於其他行政官員僅由五百medimnoi階級pentakosiomedimnoi、騎士階級hippies、有軛牲階級zeugitai的成員組成而將雇工階級thetes排除出外，反而是每個階級的成員皆可擔任陪審法官。這項政策在克里斯提尼的改革上也繼續沿用。城邦每年必須選出六千個三十歲以上的公民擔當民眾法庭的陪審法官（dikastes），這六千名陪審法官是在自願就任者當中抽籤選出的，在選出以後，每一名陪審法官皆獲取一張附有雅典貓頭鷹官印及陪審法官全名的證明票證，並且進行宣誓（Heliastic Oath）就職儀式。誓詞內容如下：
『吾將據公民大會與五百人會議通過之法規作出投票，而至於無例可循之案件，吾亦盡一己之所能作最佳之判決，不偏不倚，並僅對案件之事實作出判決。吾將秉公無私，聽取控辯雙方之證辭。』

## 運作
在公元前五世紀，六千個陪審法官被分作十組，每組六百人，每組分別負責一個法庭的工作，而這十個法庭分別由九位執政官及一位立法秘書所主持，每個執政官及法庭皆有其專司所掌，比如名年執政官專司家庭糾紛及遺產繼承、軍事執政官專司一切涉外事項的案件、宗教執政官則專司褻瀆神明等宗教事務的案件。而在公元前四世紀，法庭的規模則依案件性質來決定，涉及一千德拉克馬以下的民事案件（dikai）由二百零一個陪審法官負責審理，涉及一千德拉克馬以上者則由四百零一位陪審法官負責審理，刑事案件（graphai）則由五百零一名陪審法官所主理，重大刑事案件的陪審法官數則是五百的倍數加一。每天早上，法庭在亞哥拉市集東北角的一幢建築中開庭，根據事前安排的時間表、需要召開的法庭及所需陪審法官人數，有意出席的陪審法官在法庭入口處排隊等候，後來在西元前五世紀改作先來先進的方式入場，在入口處查檢並收取識別票證，但由於每個陪審法官都擁有自己的專屬法庭，故此很多人均對早到的法官加以賄賂，因此在公元前四零三年，城邦當局開始採取措施來改革分配制度，到了公元前三零七年左右，當局甚至利用抽籤機器（kliroterion）來進行派任工作
當陪審法官到位完畢後，法庭便開始聆訊。一般來說，訴訟都是由原告傳召被告出庭，在指定日期在執政官前報到，由於被告若不出庭是會受到缺席審判而被判敗訴，因此被告大都出庭應訊。執政官在開庭前先檢閱雙方的書面證供，安排審訊。原告及被告皆須在指定時限內進行整個申訴，在大型的陶罐水鐘以固定速率計時下，原告及被告雙方大都宣讀由其所聘任的答辯家撰寫的演辭，以浮誇雄麗的演辭打動陪審法官們，甚至帶著自己的女眷孩子們哭鬧法庭，聲淚俱下的企圖帶起陪審法官們的惻隱之心。之後陪審法官們便就被告的有罪與否進行投票，未經任何正式答辯。由是觀之，煽情的演辭比法律的細節及客觀的理據更易影響案件的判決結果。不過雅典人認為多數民眾組成的陪審團是要比一人的執政官確立更為公正的判決。
在民事案件中，原告受害者可向當局直接提出檢舉被告。而在刑事案件中，除了城邦當局外，一般市民也可參與檢舉，但參與檢舉的市民須承受很大風險，若在案件呈堂以前，或在審判時未能取得超過五分之一之陪審法官票數，將會被褫奪公民權及罰款一千德拉克馬（一個工匠一天收入是一德拉克馬），但由於若檢舉刑事案件成功將可得豐厚獎金（在成功檢舉民事案中受害者或其家人則可向被告索取賠款），因此有很多人甘冒被褫奪公民權及罰款一千德拉克馬之險以身試法，希望敲詐一筆，這些無賴被喻之作sykophantai，意即走私無花果的人。又有人純粹利用法庭陷對方於獄，公報私仇。

## 薪資
原本陪審法官是不支薪的，但由於陪審法官之責任相當繁重，若有工作在身的人要肩負在一年中達兩百天早上的法庭工作無疑是甚為辛苦的，固此為對有閒階級出任陪審法官為有利。有見及此，伯里克利在公元前四五零年後便引入陪審法官支薪制度，陪審法官可領取一天兩至三個obol（六個obol等於一個德拉克馬，一個工匠的日薪約為一個德拉克馬）的薪資。以鼓勵貧窮階級抽空參與陪審法官的工作